# Gyracanthocephala
Gyracanthocephala is een orde binnen de stam van de haakwormen. De orde werd in 1936 beschreven door Harley Jones Van Cleave.

## Taxonomie
- Familie Quadrigyridae Van Cleave, 1920
  - Onderfamilie Pallisentinae
    - Geslacht Acanthogyrus Thapar, 1927
    - Geslacht Pallisentis Van Cleave, 1928

  - Onderfamilie Quadrigyrinae
    - Geslacht Machadosentis Noronha, 1992
    - Geslacht Quadrigyrus Van Cleave, 1920